# Lucy Fleming
Lucy Fleming (Nettlebed, Oxfordshire, 15 de mayo de 1947) es una actriz británica. 
Es la hija de la actriz Celia Johnson y el escritor Peter Fleming, como también la sobrina del autor Ian Fleming. Desde 1997, Lucy, junto con su hermana Kate Fleming, han controlado Ian Fleming Publications.
Lucy es conocida por su papel como Jenny Richards en la serie Survivors, el único personaje que sobrevive en las tres temporadas del programa. Sus créditos numerosos en otras series incluyen The Avengers, Mr. Bean, Cold Warrior, Wycluffe, A Dance to the Music of Time, Heartbeat, Rosemary & Thyme y Kingdom.
Ha estado casada dos veces; primero con Joey Laycock desde 1971 hasta 1980, con quien tuvo dos hijos y una hija. Su esposo y su hija, Flora, se ahogaron en diciembre de 1980 en un accidente de barco en Támesis. Se casó con el actor Simon Williams en 1986.